# Minor Earth Major Sky
Minor Earth Major Sky è il sesto album in studio del gruppo musicale norvegese a-ha, pubblicato nel 2000.

## Descrizione
È l'album che segna il ritorno del gruppo norvegese dopo un lungo periodo di assenza: e marca l'inizio della seconda fase della loro carriera. L'album contiene il brano con cui Morten Harket ha stabilito il record mondiale di tenuta di una nota (confermato anche dal vivo): 21 secondi di resistenza in "Summer moved on", divenuto, peraltro, un classico della band.
La maggior parte del materiale fu composto da Paul Waaktaar-Savoy, dal momento che fu l'unico della band a creare delle nuove demo per la band (nonostante l'inizio dell'esperienza con i Savoy, gruppo da lui fondato insieme a sua moglie Lauren). Minor Earth, Major Sky e Little Black Heart vennero in gran parte composte da lui (iniziò a lavorare sulle demo di questi brani già nel 1994), e compose poi interamente sette brani. Magne Furuholmen compose interamente solo I Wish I Cared e una buona parte di The Company Man (oltre a qualche piccolo contributo ai pezzi sopracitati), mentre Morten Harket per la prima volta compose interamente due brani nella storia della band.

## Tracce
Testi di Paul Waaktaar-Savoy, eccetto dove diversamente indicato.
1. Minor Earth, Major Sky – 5:25 (Paul Waaktaar-Savoy, Magne Furuholmen)
2. Little Black Heart – 4:35 (Paul Waaktaar, Magne Furuholmen)
3. Velvet – 4:21 (Paul Waaktaar-Savoy, Lauren Savoy)
4. Summer Moved On – 4:38 (Paul Waaktaar-Savoy)
5. The Sun Never Shone That Day – 4:40 (Paul Waaktaar-Savoy)
6. To Let You Win – 4:24 (testo: Havard Rem – musica: Morten Harket)
7. The Company Man – 3:15 (Magne Furuholmen, Paul Waaktaar-Savoy)
8. Thought That It Was You – 3:50 (testo: Ole Sverre Olsen – musica: Morten Harket)
9. I Wish I Cared – 4:23 (testo: Magne Furuholmen – musica: Magne Furuholmen)
10. Barely Hanging On – 3:56 (Paul Waaktaar-Savoy)
11. You'll Never Get Over Me – 5:40 (Paul Waaktaar-Savoy)
12. I Won't Forget Her – 4:44 (Paul Waaktaar-Savoy)
13. Mary Ellen Makes The Moment Count – 4:51 (Paul Waaktaar-Savoy)

Durata totale: 58:42

## Formazione
- Morten Harket – voce
- Magne Furuholmen – pianoforte, tastiera, chitarra ritmica (traccia 3), voce
- Paul Waaktaar-Savoy – chitarra, basso, voce